# Starrtäckvävare
Starrtäckvävare (Centromerus semiater) är en spindelart som först beskrevs av Ludwig Carl Christian Koch 1879.  Starrtäckvävare ingår i släktet Centromerus och familjen täckvävarspindlar. Arten är reproducerande i Sverige. Inga underarter finns listade i Catalogue of Life.